# Bothriospora corymbosa
Bothriospora corymbosa là một loài thực vật có hoa trong họ Thiến thảo. Loài này được (Benth.) Hook.f. mô tả khoa học đầu tiên năm 1870.